# Histoire des Juifs à Bâle
 (avril 2015).
Si vous disposez d'ouvrages ou d'articles de référence ou si vous connaissez des sites web de qualité traitant du thème abordé ici, merci de compléter l'article en donnant les références utiles à sa vérifiabilité et en les liant à la section « Notes et références ».
Entre le XIIe siècle et l'époque moderne, Bâle accueille trois communautés juives. La communauté médiévale atteint son apogée au X mais disparaît violemment lors du massacre perpétré dans cette ville en 1349, en lien avec l'apparition de la peste noire, comme beaucoup d'événements antisémites analogues de l'époque. À la fin du XIVe siècle, une deuxième communauté se forme, mais elle est de courte durée et se dissout avant la fin du siècle. Pendant les 400 années suivantes, il n'y a pas de communauté juive à Bâle. Depuis la fin de la seconde Guerre mondiale, il en existe plusieurs, avec des orientations différentes : libéral, religieux et orthodoxe – et beaucoup de Juifs qui n’appartiennent à aucune communauté. 

## La première communauté juive
Une communauté juive se forme à Bâle à la fin du XIIe siècle ou au début du XIIIe siècle, ayant son origine dans la vallée du Rhin. De plus, une synagogue et un cimetière juif existent déjà au XIIIe siècle. À cette époque, le cimetière se trouve près du Petersplatz, à l'emplacement du bâtiment de l'université (Kollegienhaus). Lors de la construction du bâtiment de l’université en 1937, plus de 150 tombes juives ont été découvertes, ainsi que de nombreuses pierres tombales fragmentées.
Au Moyen Âge, les Juifs de Bâle contribuent à leur communauté en tant que commerçants, médecins, scribes et prêteurs d'argent qui était un métier interdit par l'Église mais autorisé par les rabbins. Les principaux clients des Juifs de Bâle était la classe supérieure urbaine des évêques et de la noblesse. En étant exclue des guildes, la communauté juive dépend du commerce pour pouvoir répandre ses produits.
Une transaction digne d'intérêt se trouve dans un document de prêt de 1223. L'évêque Heinrich de Bâle transfère temporairement le trésor de la cathédrale aux Juifs de Bâle afin d'obtenir un prêt. Il utilise cet argent pour financer la construction du Mittlere Rheinbrücke, l'un des premiers ponts sur le Rhin de la région, qui jouera un rôle décisif dans le développement du commerce à Bâle. Il y avait à l’époque un péage de 30 marks d'argent pour les mules, les chevaux et la marchandise traversant le pont que l'évêque transférera dans sa propre poche jusqu'à ce qu'il puisse régler sa dette. 
Le rituel de placer des trésors chrétiens et des objets religieux en garantie d'un prêt auprès de prêteurs juifs était assez courant, mais dangereux pour les Juifs, ce qui répandait un sentiment anti-juif,.
Il existe peu d’informations connues sur les émeutes anti-juives européennes du XIIIe siècle, mais il est clair que les Juifs étaient en danger. Leur situation juridique était précaire, puisqu'ils n'étaient pas sous la protection directe des autorités de la ville (évêque et noblesse), mais sous la protection indirecte de l'empire. La propagande anti-juive à Bâle est tout de même bien documentée.

### Le massacre de Bâle
Avec la propagation de la peste noire au XIVe siècle, des actions violentes contre les Juifs sont déclenchées par des rumeurs d'empoisonnement de puits. Déjà à Noël 1348, avant que la peste n'ait atteint Bâle, le cimetière juif est détruit et un certain nombre de Juifs décident ainsi de fuir la ville. En janvier 1349, l'évêque de Strasbourg et les représentants des villes de Strasbourg, Fribourg-en-Brisgau et Bâle se réunissent afin de coordonner leur politique face à la vague croissante d'attaques contre les Juifs de la région.
Le massacre est commis par une foule en colère et n'est pas légalement sanctionné par le conseil municipal ou l'évêque. Les émeutiers décident de capturer tous les Juifs qu’ils trouvent en ville et les enferment dans une hutte en bois qu'ils ont construite sur une île du Rhin. (L'emplacement de cette île est inconnue, elle se trouvait peut-être près de l'embouchure de la Birsig, aujourd'hui pavée). Ils mettent feu à la cabane et les Juifs enfermés à l'intérieur sont brûlés à mort ou étouffés.
Le nombre de 300 à 600 victimes citées dans les sources médiévales n'est pas crédible car l'ensemble de la communauté juive de la ville à l'époque était probablement autour de 100 personnes, et beaucoup d'entre elles auraient fui face aux persécutions qui ont eu lieu les semaines précédentes. Un nombre de 50 à 70 victimes a été jugé plausible par les historiens modernes. Les enfants juifs sont baptisés de force et placés dans des monastères, et un certain nombre de Juifs adultes acceptent de se convertir afin d’être épargnés.
Des exactions antisémites similaires ont lieu à Freiburg le 30 janvier et à Strasbourg le 14 février. La peste noire n'avait pas encore atteint la ville au moment du massacre. Lorsque celle-ci éclate enfin, en avril-mai 1349, les Juifs convertis sont encore accusés d'avoir empoisonné les puits. Ils sont exécutés ou expulsés de la ville. À la fin de l'année 1349, il n’y a plus de Juifs à Bâle, leur cimetière est détruit et toutes les dettes envers eux sont déclarées réglées.

## La deuxième communauté juive
Après l'expulsion des Juifs en 1349, Bâle se décide publiquement de ne plus admettre de Juifs pendant au moins 200 ans. Cependant, moins de 15 ans plus tard, à la suite du tremblement de terre de 1356, les Juifs sont autorisés à revenir et, en 1365, l'existence d'une deuxième communauté juive est documentée. On estime qu’elle compte environ 150 personnes en 1370 (sur une population totale d’à peu près 8 000 personnes). Un bâtiment situé à l’angle de Grünpfahlgässlein et de Gerbergasse servira la seconde communauté de synagogue. À partir de 1394, un terrain sur Hirschgässlein sert comme cimetière. Par contre au XVIe siècle, le plan de la ville de Sebastian Münster indique encore le « Jardin d'Eden » , bien qu'il n'y ait plus de communauté juive à Bâle à cette époque. Il est possible que le cimetière soit encore utilisé par des Juifs vivant ailleurs dans la région.
La communauté juive quitte à nouveau la ville en 1397, cette fois volontairement et malgré les tentatives du conseil municipal pour la retenir. Elle se déplace vers l'est, dans les territoires des Habsbourg, craignant peut-être une nouvelle persécution face à un climat de sentiment antijudaïque en Alsace. Cette fois, la disparition de la communauté juive est de longue durée, puisque la communauté juive moderne de Bâle n'aura été établie seulement après plus de quatre siècles, en 1805.

## 400 ans sans communauté juive
En 1398, la porte de la ville « Spalentor » est construite lors d'une extension des murs, qui avaient été partiellement détruite par le tremblement de terre. Les pierres tombales du cimetière de la première communauté juive sont mélangées avec d'autres pierres et débris pour la construction du mur. Plusieurs spécialistes de l'histoire ancienne mentionnent ces pierres tombales, notamment Johannes Tonjola. Dans son introduction à Basilea Sepulta, 1661, il décrit comment il avait compté 570 pierres tombales hébraïques en se promenant le long du mur de la ville.

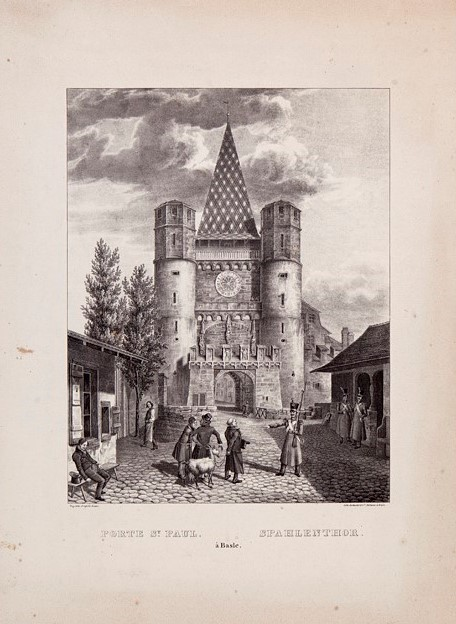
Lithographie d'un juif au Spalentor, d'après une aquarelle de Constantin Guise, circa. 1838.

En 1859, les murs sont démolis afin d'augmenter l'espace et d'améliorer les conditions hygiéniques dans la ville. Les débris sont utilisés pour remplir les douves de la ville, et ces zones sont converties en rues et en espaces verts, qui portent encore en grande partie des noms faisant référence au mur d'origine. Au cours de ce processus, la plupart des pierres tombales encastrées ont été perdues. Il n'en reste que quelques-unes. Dix d'entre elles sont exposées dans la cour du musée juif de Suisse.
À partir de 1500 environ, Bâle devient un centre d'études pour le judaïsme. On enseigne l'hébreu à l'université de Bâle, et les presses d'imprimerie bâloises acquèrent une renommée mondiale avec leurs impressions d'écrits juifs. En 1578, Ambrosius Froben publie une édition censurée du Talmud de Babylone, et en 1629, le théologien bâlois Johann Buxtorf le Jeune traduit l'ouvrage de philosophie religieuse Führer der Unschlüssigen du savant juif médiéval Maïmonide. Enfin en 1639 il achève le Lexicon chaldaicum, talmudicum et rabbinicum, commencé par son père Johann Buxtorf l'Ancien. Ces travaux sont censurés par les autorités. Les rédacteurs juifs sont autorisés à séjourner à Bâle pour les besoins de correction et de composition. Toutefois, leurs permis de séjour restent temporaires, et la ville exclut résolument les Juifs entre le 16e et le 18e siècle, également dans les villages d’alentour.

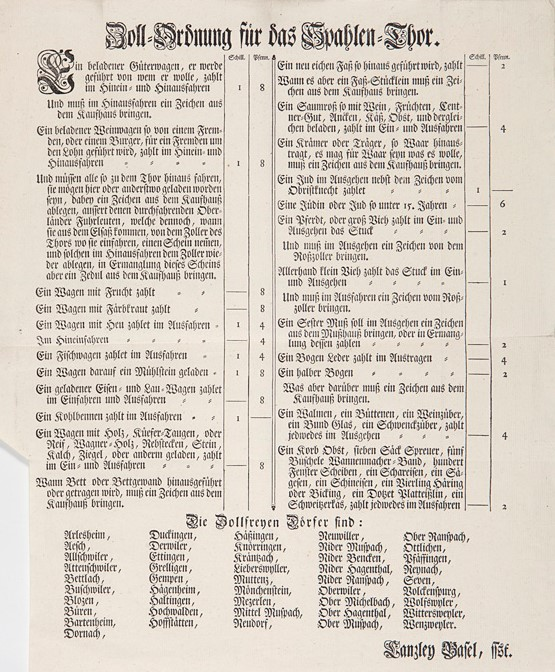
Liste de douane pour le Spalentor, 1775. Collection du musée juif de Suisse.

Les commerçants juifs sont autorisés à entrer en ville pendant la journée, comme l'indiquent les droits de douane de l'époque. En 1552, le Conseil de Bâle décide d'un  « péage juif de 6 schillings », taxant les humains comme la marchandise et les animaux. Un ordre de douane pour le Spalentor en 1775 montre une liste de taxes qui inclut les Juifs.
Une autre mesure anti-juive est le péage des dés. Les Juifs qui voyagent en Suisse, en Allemagne et au Liechtenstein doivent souvent payer avec des dés en plus de l'argent des douanes. Symboliquement, cela fait référence aux soldats qui jouaient aux dés pour les vêtements de Jésus au pied de la croix. La pratique du péage aux dés n'est pas seulement humiliante mais aussi très gênante, car les dés ne sont pas seulement réclamés aux postes de douane, mais aussi par des passants hostiles. En Suisse, le péage aux dés a été largement remplacé par des règlements financiers au cours du XVIIe siècle. Après la Révolution française, la France (entre autres) met de la pression sur Bâle pour qu'elle mette fin aux mesures discriminatoires, et en 1794, le péage aux dés est aboli. 

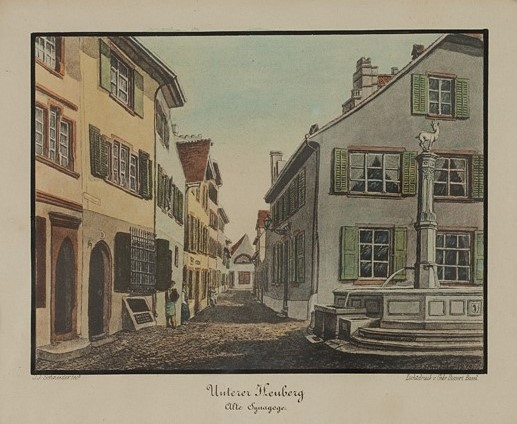
Collotype en couleur de l'ancienne synagogue, 1848.

## La troisième communauté juive
Avec la Révolution française qui accorde aux Juifs l'égalité des droits en 1791 et la proclamation de la République helvétique en 1798, les Juifs bénéficient de l'égalité juridique – au moins sur papier. En réalité, les Juifs reçoivent les droits des Français établis au lieu de la citoyenneté suisse. Après la dissolution de la République helvétique, les nouvelles mesures sont annulées et ce n'est qu'en 1872 que les Juifs obtiennent la pleine citoyenneté à Bâle. Bien que le référendum suisse de 1866 se soit engagé à accorder aux Juifs des droits de résidence et de commerce complets et égaux, ceux-ci ne sont pas pleinement appliqués avant 1874. Cependant, la liberté religieuse accordée pendant la République helvétique ouvre la voie à la troisième communauté juive de Bâle, qui s’établit vers 1805. Les sources citent entre 10 et 35 familles juives vivant à Bâle à cette époque.
Unterer Heuberg était le site d'une petite synagogue construite dans les années 1840. Il s'agit de la première maison de prière appartenant exclusivement à la communauté juive. Auparavant les Juifs priaient dans leurs maisons privées. L'ancienne synagogue, utilisée jusqu'en 1868, est ensuite remplacée par la Grande Synagogue (Grosse Synagoge Basel). Après l'annexion de l'Alsace par les Allemands en 1871, de nombreux Juifs alsaciens décident de s’installer à Bâle. D'autres nouveaux arrivants viennent du sud de l'Allemagne et des "Judendörfer" suisses d'Endingen et de Lengnau, où les Juifs étaient autorisés à s'installer depuis le 17e siècle. Pour accueillir la communauté croissante, la Grande Synagogue est agrandie en 1892.
Parmi les nombreux Juifs qui émigrent d'Alsace est la famille du jeune Alfred Dreyfus, qui devient célèbre lors de "l'affaire Dreyfus". La haine et l'antisémitisme manifestés dans le scandale qui entoure son humiliation publique amplifient les appels de la population pour créer un État juif. L'écrivain et journaliste Theodor Herzl organise donc le premier congrès sioniste, qui a lieu à Bâle en 1897. Plus tard, 10 des 22 congrès sionistes auront lieu à Bâle. Bien que les congrès reçoivent une grande sympathie de la part du public, de nombreux Juifs de Bâle gardent une attitude prudente vis-à-vis du sionisme jusqu'à la montée du nazisme en Allemagne.
Pendant environ un siècle, la communauté juive de Bâle enterre ses morts à Hegenheim (Jüdischer Friedhof Hegenheim). Les efforts pour établir un cimetière juif à Bâle auront fin en 1903, lorsque le cimetière de la rue Theodor Herzl est ouvert.
En 1900, la population juive de Bâle compte environ 1900 personnes. L’arrivée des réfugiés juifs fuyant l'Allemagne nazie à partir de 1933 augmente ce nombre à 3000. Après 1938, les passeports juifs sont marqués d'un « J » rouge, ce qui permet de les identifier et de les rejeter plus facilement à la frontière. 
En 1966, le musée juif de Suisse ouvre ses portes dans la Kornhausgasse. Il s'agit du premier musée juif en Europe germanophone après la deuxième guerre mondiale, précédant de 22 ans les plus anciens musées juifs allemands d'Augsbourg et de Francfort. Le musée contient de nombreux objets concernant l'histoire juive de la région.
En 1973, la communauté Israelite de Bâle (Israelitische Gemeinde Basel- IGB) devient la première communauté juive de Suisse à être reconnue dans le droit public, lui conférant le même statut que les églises nationales.
En 1998, l'université créé le Zentrum für Jüdische Studien, un centre d'études juives.
Aujourd’hui, Bâle abrite des familles juives libérales et conservatrices. Il existe également une communauté orthodoxe, la société religieuse Israelite de Bâle (Israelitische Religionsgesellschaft Basel), qui s’est séparé de l'IGB en 1927. En 2004, les Juifs libéraux fondent Migwan. Depuis la fondation de l'État d'Israël en 1948, de nombreux Juifs bâlois ont déménagé. Le vieillissement de la population et une tendance générale à la laïcité contribuent au déclin de la population juive de Bâle. Alors qu'il y avait encore environ 2000 Juifs à Bâle en 1980, leur nombre a chuté à 1218 en 2004 et à un peu plus de 1100 en 2009.